# Gerole
Gerole è una frazione del comune di Borgosatollo, in provincia di Brescia, nella regione Lombardia.
Gerole insieme a Piffione è una delle due frazioni riconosciute dal comune di Borgosatollo.

## Storia
Il nucleo abitativo sorge a nord del territorio comunale di Borgosatollo, sulla strada che collega Borgosatollo alla antica strada "del Canneto", quindi al quartiere periferico di San Polo.

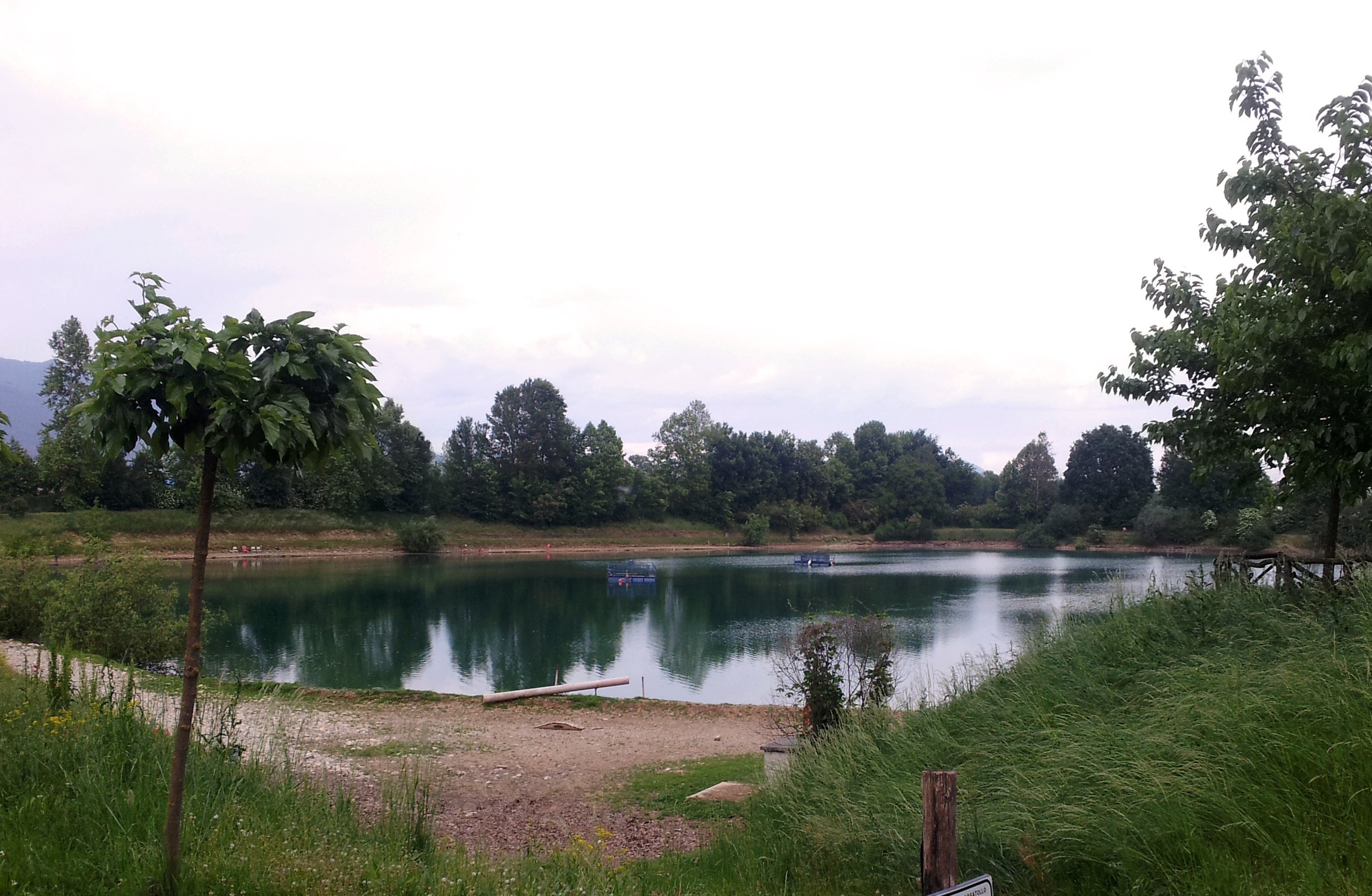
Laghetto delle Gerole

All'interno della frazione sorgono alcuni edifici agricoli (un tempo xenodochio) di valore storico architettonico con resti di affreschi del primo '500. Vi è inoltre una chiesetta del primo '600, dedicata ai SS. Faustino e Giovita, con pala d'altare di Grazio Cossali.
La località fu interessata alle razzie da parte dei francesi durante il Sacco di Brescia nel febbraio del 1512: un soldato francese, ucciso poi dai contadini, arse vive alcune donne in un forno per il pane. 
Poco distante dal nucleo abitato si trova una cava di sabbia, ora riconvertita a parco comunale e circolo di pesca sportiva.

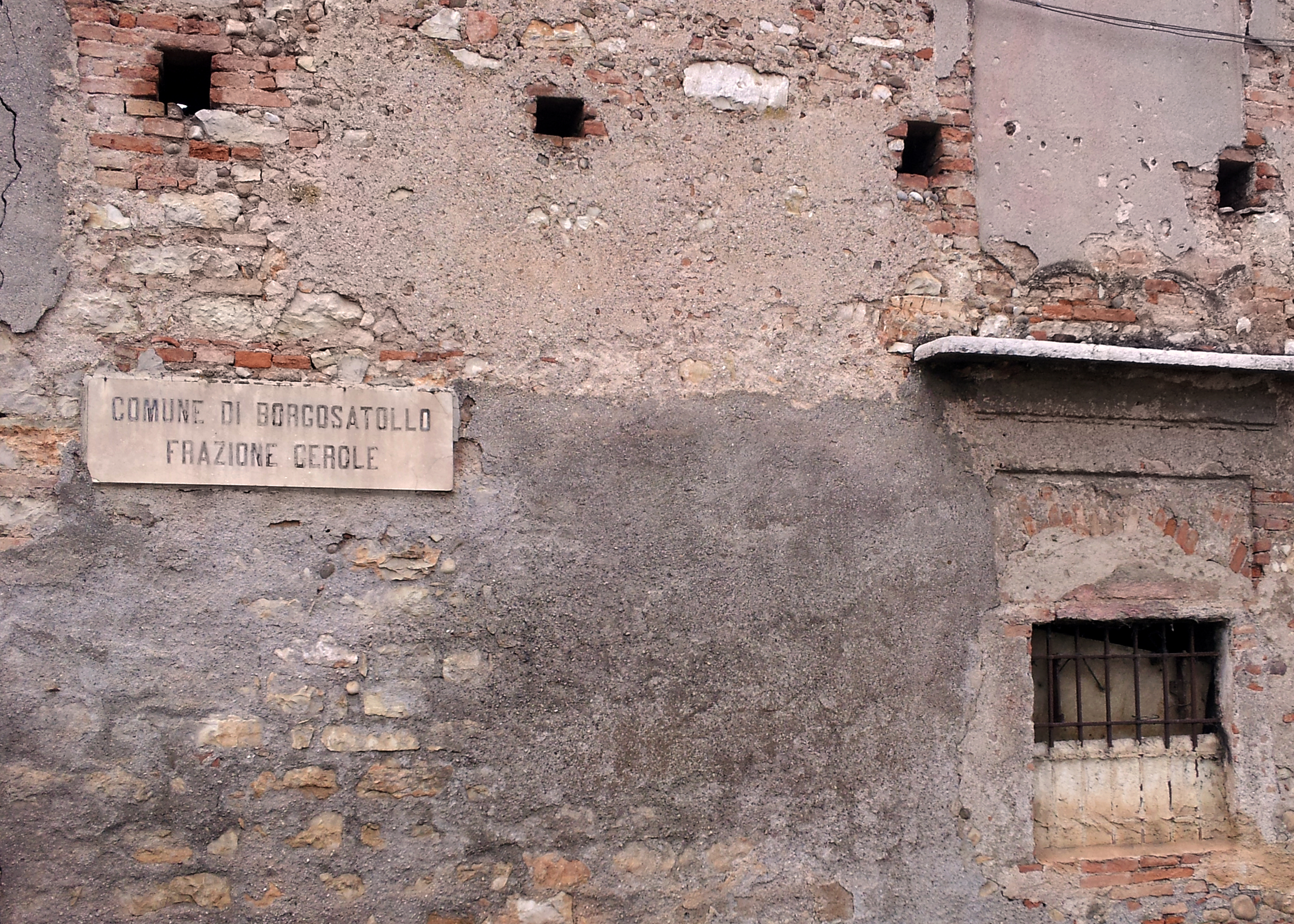
Targa storica che notifica la frazione di Gerole

Il nome deriva probabilmente da Geroele : "Greto. Terren ghiajoso intorno alle acque".

## Monumenti e luoghi d'interesse
- Chiesa dei Santi Faustino e Giovita
- Proprietà Boldini-Pola, complesso edificato intorno al '300 con funzioni di xenodochio (con la presenza di affreschi della seconda metà del '300 e del primo '500), è caratterizzata dalla presenza di più edifici tra cui una torre colombaia della prima metà del '500, di interesse è l'arco d'accesso su cui si possono ancora vedere parti dipinte che vanno al 500 al 700.